# Kup maršala Tita 1960./61.
Kup maršala Tita 1960./61., također poznat kao Kup Jugoslavije u nogometu 1960./61., bila je četrnaesta sezona Kupa Jugoslavije u nogometu nakon Drugog svjetskog rata.

U kvalifikacijama koje su provodili republički savezi sudjelovalo je 2325 ekipa; 32 ekipe došle su do stvarnog kupa (pod upravom FSJ), koji se igrao od 11. prosinca 1960. do 28. svibnja 1961.
Trofej je osvojio novopečeni prvoligaš Vardar Skoplje koji je u finalu svladao drugoligaša Varteks Varaždin. Makedoncima je to bio prvi i jedini naslov u ovom natjecanju.

Zahvaljujući uspjehu, Vardar je igrao u Kupu pobjednika kupova 1961./62.

## Turnir
U ovom izdanja do izražaja dolazile manje afirmirane ekipe. Ove godine dva nefavorirata, kluba, Vardar iz Skoplja i Varteks iz Varaždina, stigla su do finala.

Već u prvim borbama favoriti su naišli na velike prepreke koje mnogi nisu uspjeli savladati. Tako već u osmini finala četverostruki pobjednik – Partizan. Vardar ga je u Skoplju pobijedio s 3:2.

Još teži poraz doživjela je Crvena zvezda (peterostruki osvajač Kupa). Izgubili su usred Beograda pred svojom publikom od Slobode iz Tuzle, koja je samo godinu dana ranije ispala iz Prve lige. Ali ni Sloboda, koja je prije Zvezde eliminirala Vojvodinu, nije izgubila sljedeću utakmicu na domaćem terenu, od Splita (1:4).

Koliko je ove godine bilo iznenađenja govori i podatak da je samo jedan prvoligaš (Hajduk) bio među osam najboljih.

Hajduk je u četvrtfinalnim dvobojima teškom mukom pobijedio Šibenik (u Splitu), a Varteks je kao gost uspio svladati Borovo, dok su Vardar i Split lako izborili polufinale.

Vardar u polufinalu dočekuje Split i lagano ga svladava, dok Hajduk gubi utakmicu u Varaždinu s 0:2.

Tako su se u finalnoj utakmici nogometnog Kupa Jugoslavije sastali Vardar, povratnik u društvo najboljih, i Varteks, član Zapadne skupine Druge lige.

To je ujedno i prvi put da su se drugoligaši susreli u finalu i to je najveći uspjeh Vardara u njegovom postojanju.

## Sudionici
Popularnost Kupa Jugoslavije ogleda se u sve većem broju ekipa koje sudjeluju.
Ovaj put je postignut rekord – sudjelovalo je 2325 ekipa, što je 500 više nego prethodne sezone. Maksimir je u 1. kolu izgubio 1:2 od Sloge. Sljedeće 32 ekipe plasirale su se u završni dio:
| rang    | Slovenija | Hrvatska                                                    | Bosna i Hercegovina                              | Srbija                                          | Srbija                                                      | Srbija | Crna Gora              | Makedonija   |
| rang    | Slovenija | Hrvatska                                                    | Bosna i Hercegovina                              | Vojvodina                                       | Središnja Srbija                                            | Kosovo | Crna Gora              | Makedonija   |
| ------- | --------- | ----------------------------------------------------------- | ------------------------------------------------ | ----------------------------------------------- | ----------------------------------------------------------- | ------ | ---------------------- | ------------ |
| 1. rang |           | - Dinamo Zagreb - Hajduk Split - Rijeka - Split             | - Sarajevo - Velež Mostar                        | - Vojvodina                                     | - OFK Beograd - Crvena zvezda - Partizan - Radnički Beograd |        |                        | - Vardar     |
| 2. rang | - Maribor | - Proleter Osijek - Šibenik - Trešnjevka - Varteks Varaždin | - Borac Banja Luka - Sloboda Tuzla - Željezničar | - Novi Sad - Radnički Sombor - Spartak Subotica | - Mačva Šabac                                               |        | - Budućnost - Sutjeska | - Pobeda     |
| 3. rang |           | - Borovo                                                    | - Jedinstvo Bihać                                |                                                 | - Sloga Kraljevo                                            |        | - Jedinstvo B. Polje   | - Rabotnički |

## Šesnaestina završnice
Utakmice odigrane 11. prosinca 1960. godine.
| Domaći sastav            |   | Gostujući sastav        | Rezultat               |
| ------------------------ | - | ----------------------- | ---------------------- |
| Rabotnički (Skoplje)     | – | NK Rijeka (Rijeka)      | 3:2                    |
| Varteks (Varaždin)       | – | Željezničar (Sarajevo)  | 1:0                    |
| NK Maribor (Maribor)     | – | Crvena zvezda (Beograd) | 0:4                    |
| Sloboda (Tuzla)          | – | Vojvodina (Novi Sad)    | 2:2 (prod.) (6:4 pen.) |
| NK Borovo (Borovo)       | – | Trešnjevka (Zagreb)     | 2:0                    |
| Jedinstvo (Bijelo Polje) | – | Vardar (Skoplje)        | 1:2                    |
| Proleter (Osijek)        | – | RFK Novi Sad (Novi Sad) | 2:1 (prod.)            |
| Mačva (Šabac)            | – | Hajduk (Split)          | 0:3                    |
| NK Split (Split)         | – | FK Sarajevo (Sarajevo)  | 3:2 (prod.)            |
| OFK Beograd (Beograd)    | – | Radnički (Sombor)       | 5:2                    |
| Radnički (Beograd)       | – | Spartak (Subotica)      | 2:0                    |
| NK Šibenik (Šibenik)     | – | Sutjeska (Nikšić)       | 3:1                    |
| Partizan (Beograd)       | – | Budućnost (Titograd)    | 3:1                    |
| Sloga (Kraljevo)         | – | Pobeda (Prilep)         | 6:4                    |
| Velež (Mostar)           | – | Dinamo (Zagreb)         | 0:1                    |
| Jedinstvo (Bihać)        | – | Borac (Banja Luka)      | 1:2                    |

## Osmina završnice
Utakmice odigrane 18. prosinca 1960. godine.
| Domaći sastav           |   | Gostujući sastav      | Rezultat |
| ----------------------- | - | --------------------- | -------- |
| Vardar (Skoplje)        | – | Partizan (Beograd)    | 3:2      |
| Radnički (Beograd)      | – | Sloga (Kraljevo)      | 4:1      |
| Crvena zvezda (Beograd) | – | Sloboda (Tuzla)       | 0:1      |
| NK Split (Split)        | – | OFK Beograd (Beograd) | 1:0      |
| Borac (Banja Luka)      | – | NK Borovo (Borovo)    | 0:3      |
| Varteks (Varaždin)      | – | Proleter (Osijek)     | 3:1      |
| Hajduk (Split)          | – | Dinamo (Zagreb)       | 1:0      |
| NK Šibenik (Šibenik)    | – | Rabotnički (Skoplje)  | 9:1      |

## Četvrtzavršnica
Utakmice odigrane 26. veljače 1961. godine.
| Domaći sastav      |   | Gostujući sastav     | Rezultat |
| ------------------ | - | -------------------- | -------- |
| Vardar (Skoplje)   | – | Radnički (Beograd)   | 4:1      |
| Sloboda (Tuzla)    | – | NK Split (Split)     | 1:4      |
| NK Borovo (Borovo) | – | Varteks (Varaždin)   | 0:1      |
| Hajduk (Split)     | – | NK Šibenik (Šibenik) | 4:3      |

## Poluzavršnica
Utakmice odigrane 5. ožujka 1961. godine.
| Domaći sastav      |   | Gostujući sastav | Rezultat    |
| ------------------ | - | ---------------- | ----------- |
| Vardar (Skoplje)   | – | NK Split (Split) | 5:2         |
| Varteks (Varaždin) | – | Hajduk (Split)   | 2:0 (prod.) |

## Završnica

### Susret
| 28. svibnja 1961.            |             |                  |                                                                              |
| Vardar Skoplje               | 2:1         | Varteks Varaždin | Stadion JNA, Beograd Broj gledatelja: 15.000 Sudac: Božo Stanišić (Sarajevo) |
| Nikolovski 50' Ilijevski 53' | (izvještaj) | 59' Pikl         | Stadion JNA, Beograd Broj gledatelja: 15.000 Sudac: Božo Stanišić (Sarajevo) |

| Vardar | Varteks |

| VARDAR:    |  |                     |  |
|            |  |                     |  |
| G          |  | Tode Georgijevski   |  |
|            |  | Blagoja Vučidolov   |  |
|            |  | Petar Anđušev       |  |
|            |  | Slavko Dačevski     |  |
|            |  | Časlav Božinovski   |  |
|            |  | Dragan Trajčevski   |  |
|            |  | Mirko Ilijevski     |  |
|            |  | Vladimir Nikolovski |  |
|            |  | Stojan Velkovski    |  |
|            |  | Andon Dončevski     |  |
|            |  | Petar Šulinčevski   |  |
| Trener:    |  |                     |  |
| Antal Lyka |  |                     |  |

| VARTEKS:       |  |                   |        |
|                |  |                   |        |
| G              |  | Blaž Jurec        |        |
|                |  | Stanko Crnković   | Izašao |
|                |  | Josip Matković    |        |
|                |  | Rihard Rojnik     |        |
|                |  | Antun Rodik       |        |
|                |  | Aleksandar Krleža |        |
|                |  | Damir Hrain       |        |
|                |  | Ivan Pikl         |        |
|                |  | Ivan Pintarić     |        |
|                |  | Karlo Sviben      |        |
|                |  | Franjo Frančeškin |        |
| Izmjene:       |  |                   |        |
|                |  | Vlado Čuhelj      | Ušao   |
| Trener:        |  |                   |        |
| Ivan Jazbinšek |  |                   |        |

## Poveznice
- Prva savezna liga 1960./61.
- Druga savezna liga 1960./61.
- 3. ligaški rang 1960./61.

## Vanjske poveznice
- RSSSF
- Jugoslavija - Detalji finala Kupa 1947.-2001
- exyufudbal.in.rs
- lavkup.com
- bihsoccer.com